# 昭和山
昭和山（しょうわざん）は、大阪市大正区千島二丁目にある人工の山。標高33メートル。山の周囲は千島公園（ちしまこうえん）として整備されている。

## 概要
山のある大正区千島の一帯には大正時代に貯木場や製材工場が建設され、木材工業の街を形成していた。しかし地盤沈下の影響で貯木場の機能が低下したこともあり、貯木場や製材工場は1960年代に住吉区（現・住之江区）平林に移転した。大阪市は1969年、貯木場跡地に「港の見える丘」として人工山を中心とした公園を造成し、公園の周囲に公団住宅や官公庁・公共施設を配置する「千島計画」を発表した。
大阪万博を控えて大阪市営地下鉄の路線整備が急速に進んでいたという建設当時の背景から、地下鉄建設工事で出た残土約170万立方メートルを使用して山が建設された。1970年11月30日に記念植樹式がおこなわれ、式典会場でこの山を「昭和山」と命名することが発表された。昭和山の名称は、昭和年間に建設された山ということに由来している。また、1974年に公園内にある千島体育館が開設された。
その後山の周囲約11.2ヘクタールを整備し、1976年4月1日に千島公園が開園した。公園内にはツツジ約5万本やソテツをはじめとした亜熱帯植物などが植えられている。その後1987年には、昭和山・千島公園一帯に咲いているツツジが区民に親しまれているとして、ツツジが大正区の花に選定された。
昭和山は建設当時、大阪市では最も標高が高い場所となっていた。その後鶴見緑地内に鶴見新山が建設されたことで、大阪市内最高峰は鶴見新山に譲り、昭和山は大阪市で2番目に標高が高い場所となっている。

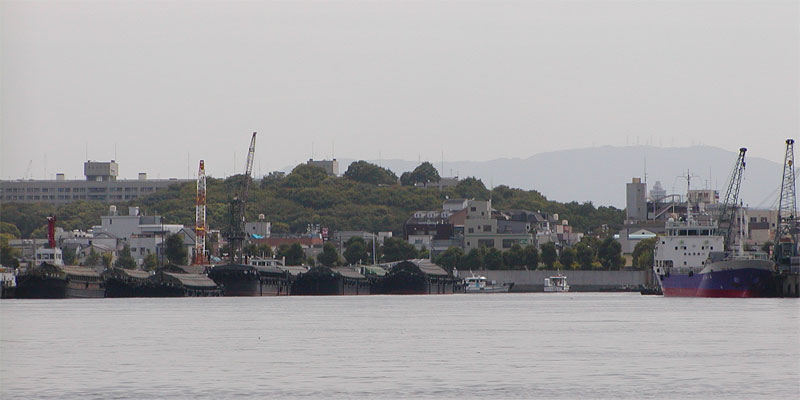
大正内港（千歳渡船船上）より

## 交通
- 大阪シティバス 大正区役所前バス停 東へすぐ。
- 大阪環状線・地下鉄長堀鶴見緑地線 大正駅 南へ約2km。

※駐車場は設置されていない。

## 周辺施設
- 大正区役所
- 大正会館・大阪市立大正図書館
- 大阪市立千島体育館
- アゼリア大正
- 大阪府警大正警察署
- 千島団地
- 千島ガーデンモール
- 大正通
- 大阪沖縄会館

## 参考資料
- 『新修大阪市史』 本文編 第一巻、大阪市史編纂所編、1988年。
- 『大正区史』大阪都市協会編、大正区制施行五十周年記念事業委員会、1983年